# Użanicha
Użanicha (ros. Ужаниха) – wieś (sieło) w Rosji, w obwodzie nowosybirskim, w rejonie czułymskim. W 2010 liczyła 1303 mieszkańców.